# Ramón del Valle-Inclán
Ramón del Valle-Inclán, född 1866 i Vilanova de Arousa, Galicien, död 1936 i Santiago de Compostela, Galicien, var en spansk författare.

## Verk översatta till svenska
- Markis de Bradomins galanta memoarer, 1927
- Tyrannen Banderas: roman från Tierra Caliente, 1988 (Tirano Banderas 1926)